# Меканиксбург (Пенсилванија)
Меканиксбург (енгл. Mechanicsburg) град је у америчкој савезној држави Пенсилванија.

## Демографија
По попису из 2010. године број становника је 8.981, што је 61 (-0,7%) становника мање него 2000. године.
| Група             | 2000.         | 2010.         |
| Белци             | 8.723 (96,5%) | 8.113 (90,3%) |
| Афроамериканци    | 39 (0,4%)     | 197 (2,2%)    |
| Азијати           | 104 (1,2%)    | 159 (1,8%)    |
| Хиспаноамериканци | 75 (0,8%)     | 315 (3,5%)    |
| Укупно            | 9.042         | 8.981         |